# Thalia Graceová
Thalie Graceová je fiktivní postava z knihy Ricka Riordana o Percym Jacksonovi.
Thalia má krátké, ježaté, černé vlasy, pihy na nose a ocelově modré, chladné oči a nosí punk-rockové oblečení. Je to dcera Dia. 

## Thaliin příběh
Kdysi ji našel Grover, spolu s Annabeth a Lukem. Když se potom snažili dostat do Tábora Polokrevných, pronásledovala je celá řada nestvůr. Aby se kamarádi mohli dostat za kouzelné hranice tábora včas, chtěla obětovat svůj život a sama tam zůstala, čímž ostatní kryla. Když umírala, její otec se nad ní slitoval a proměnil ji v borovici, která měla ještě víc posilovat hranice tábora.

## Zlaté rouno
Poté, co Luke Castellan borovici otrávil, se Percy, Annabeth a Tyson vydávají hledat Zlaté rouno, které vyléčí všechna zranění. To je poslední naděje, jak zachránit Thaliinu borovici a s ní i kouzelné hranice Tábora, protože po tom, co Luke strom otrávil, přestaly kouzelné hranice plnit svoji funkci a do tábora začaly pronikat nestvůry, které by jinak nemohli skrz hranice projít. Ale rouno pracuje trošku jinak, než všichni předpokládali... Vrátilo totiž Thalii zpět do lidské podoby a do života.

## Thaliina poslední výprava
Thaliina poslední výprava byla ta, kde se snažila vysvobodit ze zajetí bohyni Artemis. Po cestě se svěřila Percymu, že jeden čas uvažovala, že se přidá k Artemidiným Lovkyním. Poté, co se stane svědkem Zoeiny smrti, se před všemi bohy z Olympu (kromě Háda) zaslíbila bohyni Artemis a věčnému panenství. Byla ráda, že proroctví, týkající se zničení světa, nebude její problém. Jí totiž nikdy nebude 16, což věštba požaduje.